# Jurisdikce
Jurisdikce (z lat. jūs zákon + dictio výrok) je výkon soudní nebo jiné úřední moci v právních otázkách, nebo vymezení, kdo spadá do jejího rozsahu a obvodu.
V rámci českého práva se při určování, kdo projedná a rozhodne konkrétní věc, mluví o soudní nebo úřední pravomoci a příslušnosti.
V mezinárodním právu se jurisdikcemi rozumí většinou jednotlivé státy (vyplývá z jejich suverenity). V případě federací to ale mohou být i jednotlivé spolkové země. Existují i státy jako je Velká Británie, jejíž čtyři země tvoří tři různé jurisdikce (Anglie a Wales, Skotsko, Severní Irsko). V mezinárodním právu se rozlišují dva druhy jurisdikce, územní (každý je podřízen moci státu, kde se zdržuje) a osobní (občan podléhá jurisdikci domovského státu, i když není zrovna na jeho území).
O jurisdikci lze také mluvit u mezinárodních organizací (např. jurisdikce Mezinárodního trestního soudu) a nadnárodních organizací (např. jurisdikce Evropské unie).
Jurisdikce má vlastní insignie využívané hlavně v heraldice – jsou to meč (pro moc světskou) či berla (pro moc duchovní).[ujasnit][zdroj?]